# Sokolnik (województwo warmińsko-mazurskie)
Sokolnik – wieś w Polsce położona w województwie warmińsko-mazurskim, w powiecie elbląskim, w gminie Młynary. Znajduje się tu duża stadnina koni w której corocznie odbywają się regionalne zawody jeździeckie w skokach przez przeszkody, które przyciągają wielu miłośników tego sportu.
W latach 1975–1998 miejscowość położona była w województwie elbląskim.